# Џонглеј
Џонглеј (енгл. Jonglei и арап. جونقلي) је био један од три вилајета у регији Горњи Нил у Јужном Судану, а након 2011. и независности Јужног Судана држава.
Након што је Јужни Судан 2015. подељен на 28 нових држава, територија Џонглеја је знатно смањена.

## Одлике
Велика држава Џонглеј (пре 2015) налазила се у источном и централном делу регије Горњи Нил на граници са Етиопијом. До 2015. површина државе Џонглеј била је 122.479 км², на којој је живело око 1.200.000 становника. Просечна густина насељености била је 10 стан./км². Главни град Џонглеја био је и остао Бор.

## Подела
Џонглеј је до 2015. био подељен на једанаест округа:
- Урор
- Њирол
- Акобо
- Дук
- Источни Твик
- Бор
- Пибор
- Почала
- Ајод
- Пиги
- Фангаг

## Демографија
Најбројнија етничка група на територији државе Џонглеј је народ Динка.